# Coccothrinax
Coccothrinax is een geslacht van waaierpalmen uit de palmenfamilie (Arecaceae). De soorten uit het geslacht komen voor in het Caraïbisch gebied, op de Bahama's, in het uiterste zuiden van Florida en in het zuidoosten van Mexico. 

## Soorten
- Coccothrinax acunana León
- Coccothrinax alexandri León
- Coccothrinax alta (O.F.Cook) Becc.
- Coccothrinax argentata (Jacq.) L.H.Bailey
- Coccothrinax argentea (Lodd. ex Schult. & Schult.f.) Sarg. ex Becc.
- Coccothrinax baracoensis Borhidi & O.Muñiz
- Coccothrinax barbadensis Becc.
- Coccothrinax bermudezii León
- Coccothrinax borhidiana O.Muñiz
- Coccothrinax boschiana Mejía &  R.G.García
- Coccothrinax camagueyana Borhidi & O.Muñiz
- Coccothrinax clarensis León
- Coccothrinax concolor Burret
- Coccothrinax crinita Becc.
- Coccothrinax cupularis (León) Borhidi & O.Muñiz
- Coccothrinax ekmanii Burret
- Coccothrinax elegans O.Muñiz & Borhidi
- Coccothrinax fagildei Borhidi & O.Muñiz
- Coccothrinax fragrans Burret
- Coccothrinax garciana León
- Coccothrinax gracilis Burret
- Coccothrinax guantanamensis (León) O.Muñiz & Borhidi
- Coccothrinax gundlachii León
- Coccothrinax hiorami León
- Coccothrinax inaguensis Read
- Coccothrinax jamaicensis Read
- Coccothrinax leonis O.Muñiz & Borhidi
- Coccothrinax litoralis León
- Coccothrinax macroglossa (León) Borhidi & O.Muñiz
- Coccothrinax microphylla Borhidi & O.Muñiz
- Coccothrinax miraguama (Kunth) Becc.
- Coccothrinax moaensis (Borhidi & O.Muñiz) O.Muñiz
- Coccothrinax montana Burret
- Coccothrinax munizii Borhidi
- Coccothrinax muricata León
- Coccothrinax nipensis Borhidi & O.Muñiz
- Coccothrinax orientalis León, O.Muñiz & Borhidi
- Coccothrinax pauciramosa Burret
- Coccothrinax proctorii Read
- Coccothrinax pseudorigida León
- Coccothrinax pumila Borhidi & J.A.Hern.
- Coccothrinax readii H.J.Quero
- Coccothrinax rigida Becc.
- Coccothrinax salvatoris León
- Coccothrinax savannarum (León) Borhidi & O.Muñiz
- Coccothrinax saxicola León
- Coccothrinax scoparia Becc.
- Coccothrinax spissa L.H.Bailey
- Coccothrinax torrida Morici & Verdecia
- Coccothrinax trinitensis Borhidi & O.Muñiz
- Coccothrinax victorini León
- Coccothrinax yunquensis Borhidi & O.Muñiz
- Coccothrinax yuraguana (A.Rich.) León

... · 
Acanthophoenix · 
Acoelorrhaphe · 
Acrocomia · 
Actinokentia · 
Actinorhytis · 
Adonidia · 
Aiphanes · 
Allagoptera · 
Alloschmidia · 
Ammandra · 
Aphandra · 
Archontophoenix · 
Areca · 
Arenga · 
Asterogyne · 
Astrocaryum · 
Attalea · 
Balaka · 
Bactris · 
Barcella · 
Basselinia · 
Beccariophoenix · 
Bentinckia · 
Bismarckia · 
Borassodendron · 
Borassus · 
Brahea · 
Brassiophoenix · 
Brongniartikentia · 
Burretiokentia · 
Butia · 
Calamus · 
Calospatha · 
Calyptrocalyx · 
Calyptrogyne · 
Calyptronoma · 
Campecarpus · 
Carpentaria · 
Carpoxylon · 
Caryota · 
Ceratolobus · 
Ceroxylon · 
Chamaedorea · 
Chamaerops · 
Chambeyronia · 
Chelyocarpus · 
Chuniophoenix · 
Clinosperma · 
Clinostigma · 
Coccothrinax · 
Cocos · 
Colpothrinax · 
Copernicia · 
Corypha · 
Cryosophila · 
Cyphokentia · 
Cyphophoenix · 
Cyphosperma · 
Cyrtostachys · 
Daemonorops · 
Deckenia · 
Desmoncus · 
Dictyocaryum · 
Dictyosperma · 
Dransfieldia · 
Drymophloeus · 
Dypsis · 
Elaeis · 
Eleiodoxa · 
Eremospatha · 
Eugeissona · 
Euterpe · 
Euterpe · 
Gaussia · 
Guihaia · 
Hedyscepe · 
Hemithrinax · 
Heterospathe · 
Howea · 
Hydriastele · 
Hyophorbe · 
Hyospathe · 
Hyphaene · 
Iguanura · 
Iriartella · 
Itaya · 
Johannesteijsmannia · 
Juania · 
Jubaea · 
Jubaeopsis · 
Kentiopsis · 
Livistona · 
Lodoicea · 
Mauritia · 
Medemia · 
Metroxylon · 
Nannorrhops · 
Nypa · 
Phoenix · 
Raphia · 
Ravenea · 
Rhapis · 
Rhopalostylis · 
Roystonea · 
Sabal · 
Salacca · 
Serenoa · 
Syagrus · 
Tahina · 
Trachycarpus · 
Trithrinax · 
Washingtonia · 
Wodyetia · 
...